# Округ Кутна Хора
Округ Кутна Хора (чеш. Okres Kutná Hora) је округ у Средњочешком крају, у Чешкој Републици. Административно средиште округа је град Кутна Хора.

## Становништво
Према подацима о броју становника из 2012. године округ је имао 74.333 становника.